# Luxembourg Digital Songs
De Luxembourg Digital Songs is een hitlijst die gepubliceerd wordt door Billboard. De lijst omvat statistieken van verkoopcijfers van singles die populair zijn in Luxemburg. De gegevens zijn gebaseerd op verkoopcijfers, die samengesteld zijn door Nielsen SoundScan.
De lijst werd opgericht op 19 september 2009.
2009 ·
2010 ·
2011 ·
2012 ·
2013 ·
2014 ·
2015 ·
2016 ·
2017 ·
2018 ·
2019